# كانيافيراس
بلدية كانيافيراس (بالإسبانية: Cañaveras)‏، هي إحدى بلديات مقاطعة قونكة إحدى مقاطعات إسبانيا، و التي تقع في منطقة قشتالة لا منتشا وسط البلاد, و المائلة لجهة الشرق من إسبانيا.
يبلغ عدد سكانها 391 نسمة وفقاً لإحصائية سنة (2007).